# Hripsime Simonjan

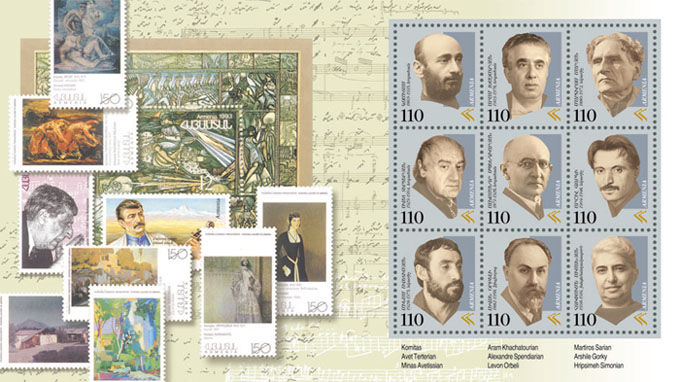
Briefmarken der armenischen Post (2000) mit Vardapet, Chatschaturjan, Sarjan, Terlemesjan, Spendiarjan, Gorky, Awetissjan, Orbeli und Hripsime Simonjan (unten rechts)

Hripsime Simonjan (armenisch Հռիփսիմե Սիմոնյան, russisch Рипсиме Левоновна Симонян Rimsime Lewonowna Simonjan; * 12. Januarjul. / 25. Januar 1916greg. in Kars; † 28. September 1998 in Jerewan) war eine armenisch-sowjetische Bildhauerin und Hochschullehrerin.

## Leben
Simonjans Vater Lewon Simonjan ließ sich mit seiner Familie 1918 in Tiflis nieder. Dort besuchte Hripsime die Schule und das Bautechnikum. 1938 begann sie ihr Studium an der Kunstakademie Tiflis in der keramischen Abteilung der Fakultät für Bildhauer und Keramiker.
1943 zog die Familie Simonjan nach Jerewan um, wo Hripsime sogleich eine Ausstellung ihrer keramischen Werke durchführte. Darauf wurde sie in die Armenische Künstler-Union aufgenommen. 1945 schloss sie ihr Studium mit dem Diplom als Bildhauerin-Keramikerin ab und gründete in der Armenischen Künstler-Union die Sektion für angewandte Kunst, die sie bis 1975 leitete. 1946 bis 1947 erkundete sie die verschiedenen Gegenden Armeniens, um die Werke der lokalen Meister näher kennen zu lernen. Danach berichtete sie auf Kongressen und in der Presse über die armenische dekorative Kunst und Volkskunst. Als 1947 in Jerewan das Porzellanwerk seinen Betrieb aufnahm, wurde Hripsime dessen erste Künstlerin. 1948 bis 1949 übernahm sie das Amt des Hauptkünstlers und -bildhauers. In den 1950er Jahren begeisterte sie sich für Fayencen und Porzellane. Sie schuf kleine Porträt-Skulpturen von Aram Chatschaturjan, Konstantin Saradschew, Awetik Issahakjan, Howhannes Tumanjan und Chatschatur Abowjan. Auch formte sie folkloristische Figuren. 1956 richtete sie am Jerewaner Theaterinstitut die keramische Abteilung der Skulpturen-Fakultät ein. 1977 folgte die Ernennung zur Professorin.
Hripsime hatte persönliche Ausstellungen in Jerewan (1943, 1947, 1966 und 1996), Moskau (1967), Kiew (1976) und Tiflis (1982). Sie beteiligte sich an nationalen und internationalen Ausstellungen und erhielt zahlreiche Auszeichnungen, beispielsweise in Prag 1962, Genf 1965, Faenza 1969, 1971, 1972, Vilnius 1971 und Vallauris 1970, 1972, 1978, 1980. Ihre Werke befinden sich in der Nationalgalerie Armeniens und in weiteren Museen in Jerewan und Wanadsor, im Armenischen Theater in Tiflis, im Zentralen Akademischen Theater der Russischen Armee in Moskau, in Kuskowo und anderen Orten.
Hripsime war verheiratet mit dem Chirurgen Ruben Paronjan. Ihr Sohn war der Architekt Arzwin Grigorjan.

## Ehrungen
- Volkskünstler der Armenischen Sozialistischen Sowjetrepublik (1974)